# Jurij Borisov
Jurij Aleksandrovič Borisov (in russo Юрий Александрович Борисов?; Reutov, 8 dicembre 1992) è un attore russo.
Si firma talvolta anche come Jura (in russo Юра?) per evitare di confondersi con l'omonimo politico.
Ha ottenuto il riconoscimento internazionale per la sua interpretazione nel film Anora di Sean Baker (2024), per il quale ha ricevuto due candidature al Critics Choice Award e allo Screen Actors Guild Award e una candidatura al Golden Globe, al Premio BAFTA e al Premio Oscar come miglior attore non protagonista.

## Biografia
Laureatosi all'Accademia Ščepkin di arte drammatica, ha cominciato a recitare a teatro, vincendo nel 2013 il premio List come miglior attore per il ruolo di Ametistov nella commedia di Bulgakov L'appartamento di Zoja. Dopo alcuni ruoli minori, si è fatto notare dal pubblico russo grazie ad un adattamento televisivo de La giovane guardia di Aleksandr Fadeev.
Negli anni seguenti appare in diversi film campioni d'incasso in patria, solitamente di carattere patriottico/bellico o fantascientifico, come T-34 - Eroi d'acciaio o Invasion. Riceve il plauso della critica interpretando un gangster nel film Byk (2019), venendo candidato ai premi Golden Eagle come miglior attore. Nel 2020 interpreta Michail Kalašnikov nel biografico AK-47 - Kalashnikov, vincendo il Golden Eagle per il miglior attore.
Il 2021 è l'anno in cui si impone a livello internazionale grazie a una serie di personaggi ambigui e irruenti in film presentati ad alcuni dei maggiori festival cinematografici mondiali. In una sola annata, infatti, è comprimario di due film in concorso al 74º Festival di Cannes, Scompartimento n. 6 - In viaggio con il destino e Petrov's Flu, e protagonista assoluto di Kapitan Volkonogov bežal, in concorso alla 78ª Mostra internazionale d'arte cinematografica di Venezia. Inoltre recita da co-protagonista nei film Lost Girl, in concorso al 74º Festival di Locarno, e Mama, ja doma, insieme a Ksenia Rappoport. Per Scompartimento n. 6, è stato candidato agli European Film Awards come miglior attore. Lo stesso anno, è stato candidato in patria ai premi Nika come miglior attore non protagonista, per la sua interpretazione nel colossal Pattini d'argento.
Nel 2024 ha fatto il suo esordio in lingua inglese con la commedia drammatica Anora, Palma d'oro al 77º Festival di Cannes, dove ha interpretato un gopnik dal cuore d'oro, una parte che ha ottenuto grazie a Scompartimento n. 6. La sua interpretazione, che ha ricevuto il plauso della critica, gli è valsa numerosi riconoscimenti, tra cui candidature all'Oscar, al Golden Globe, ai BAFTA e agli Screen Actors Guild Awards. È diventato il primo russo a venire candidato a un Oscar per la recitazione dopo Michail Baryšnikov per Due vite, una svolta (1977) 

## Vita privata
È sposato con l'attrice Anna Ševčuk, con cui ha avuto due figlie, la prima a 22 anni.

## Filmografia

### Cinema
- Elena, regia di Andrej Zvjagincev (2011)
- Doroga na Berlin, regia di Sergej Popov (2015)
- Trener, regia di Danila Kozlovskij (2018)
- Chrustal', regia di Dar'ja Žuk (2018)
- Sem' par nečistych, regia di Kirill Belevič (2018)
- T-34 - Eroi d'acciaio (T-34), regia di Aleksej Sidorov (2018)
- The Blackout (Avanpost), regia di Egor Baranov (2019)
- Byk, regia di Boris Akopov (2019)
- Sojuz spasenija, regia di Andrej Kravčuk (2019)
- Invasion (Vtorženie), regia di Fëdor Bondarčuk (2020)
- AK-47 - Kalashnikov (Kalašnikov), regia di Konstantin Buslov (2020)
- Feja, regia di Anna Melikjan (2020)
- Pattini d'argento (Serebrjanye kon'ki), regia di Michail Lokšin (2020)
- Kto-nibud' videl moju devčonku?, regia di Angelina Nikonova (2020)
- Red Ghost: The Nazi Hunter (Krasnyj prizrak), regia di Andrej Bogatyrёv (2020)
- Scompartimento n. 6 - In viaggio con il destino (Hytti nro 6), regia di Juho Kuosmanen (2021)
- Petrov's Flu (Petrovy v grippe), regia di Kirill Serebrennikov (2021)
- Lost Girl (Gerda), regia di Natal'ja Kudrjašova (2021)
- Mama, ja doma, regia di Vladimir Bitokov (2021)
- La lista di Stalin (Kapitan Volkonogov bežal), regia di Natal'ja Merkulova e Aleksej Čupov (2021)
- Podel'niki, regia di Evgenij Grigor'ev (2022)
- Kentavr, regia di Kirill Kemnic (2023)
- God roždenija, regia di Michail Mesteckij (2023)
- Il maestro e Margherita, regia di Michail Lokšin (2024) - voce
- Sto let tomu vperëd, regia di Aleksandr Andrjuščenko (2024)
- Anora, regia di Sean Baker (2024)

### Televisione
- To The Lake (Ėpidemija) – serie TV, 8 episodi (2022)

### Video musicali
- Stay – Feduk (2021)

## Riconoscimenti
- Premio Oscar
  - 2025 – Candidatura al miglior attore non protagonista per Anora
- Golden Globe
  - 2025 – Candidatura al miglior attore non protagonista per Anora
- Premio BAFTA
  - 2025 – Candidatura al miglior attore non protagonista per Anora
- Critics' Choice Awards
  - 2025 – Candidatura al miglior attore non protagonista per Anora
- Chicago Film Critics Association
  - 2024 – Candidatura al miglior attore non protagonista per Anora
- European Film Awards
  - 2021 – Candidatura al miglior attore per Scompartimento n. 6 - In viaggio con il destino
- Gotham Independent Film Award
  - 2024 – Candidatura al miglior attore non protagonista per Anora
- Independent Spirit Awards
  - 2025 – Candidatura al miglior attore non protagonista per Anora
- Los Angeles Film Critics Association
  - 2024 – Miglior attore non protagonista per Anora
- Premio Nika
  - 2021 – Candidatura al miglior attore non protagonista per Pattini d'argento
  - 2022 – Candidatura al miglior attore per La lista di Stalin
  - 2024 – Miglior attore per Kentavr
- Screen Actors Guild Award
  - 2025 – Candidatura al miglior attore non protagonista cinematografico per Anora
  - 2025 – Candidatura al miglior cast cinematografico per Anora

## Doppiatori italiani
Nelle versioni in italiano nelle opere in cui ha recitato, Jurij Borisov è stato doppiato da:
- Andrea Oldani in AK-47 - Kalashnikov, Pattini d'argento, Red Ghost: The Nazi Hunter, Scompartimento n. 6 - In viaggio con il destino, Lost Girl
- Manuel Meli in Anora